# Nucleoporina 133
La nucleoporina 133 (Nup133) es una proteína que en los humanos está codificada por el gen NUP133.

## Función
La envoltura nuclear crea distintos compartimientos nucleares y citoplasmáticos en las células eucariotas. Consiste en dos membranas concéntricas perforadas por poros nucleares, que son grandes complejos de proteínas que forman canales acuosos para regular en flujo de macromoléculas entre el núcleo y el citoplasma. Estos complejos están compuestos por al menos 100 subunidades polipeptídicas diferentes, muchas de las cuales pertenecen a la familia de las nucleoporinas. La proteína nucleoporina codificada por este gen muestra interacciones conservadas evolutivamente con otras nucleoporinas. Esta proteína, que se localiza a ambos lados del complejo de poros nucleares en la interfase, permanece asociada con el complejo durante la mitosis y se dirige en etapas temprana a la envoltura nuclear en reforma. Esta proteína también se localiza en cinetocoros de células mitóticas.

## Interacciones
Se ha demostrado que Nup133 interactúa con NUP107.